# Daria Grzegorzewska
Daria Grzegorzewska (ur. 28 sierpnia 1990) – polska lekkoatletka, płotkarka.

## Kariera sportowa
Dwukrotna medalistka mistrzostw Polski w sztafecie 4 x 100 metrów. Indywidualnie jej największym osiągnięciem jest brąz młodzieżowych mistrzostw kraju w biegu na 100 metrów przez plotki (2010).